# Stelis pseudocheila
Stelis pseudocheila är en orkidéart som först beskrevs av Carlyle August Luer och Rodrigo Escobar, och fick sitt nu gällande namn av Alec M. Pridgeon och Mark W. Chase. Stelis pseudocheila ingår i släktet Stelis och familjen orkidéer. Inga underarter finns listade i Catalogue of Life.